# Dohad
Dohad là một thành phố và khu đô thị của quận Dohad thuộc bang Gujarat, Ấn Độ.

## Nhân khẩu
Theo điều tra dân số năm 2001 của Ấn Độ, Dohad có dân số 79.185 người. Phái nam chiếm 52% tổng số dân và phái nữ chiếm 48%. Dohad có tỷ lệ 76% biết đọc biết viết, cao hơn tỷ lệ trung bình toàn quốc là 59,5%: tỷ lệ cho phái nam là 81%, và tỷ lệ cho phái nữ là 71%. Tại Dohad, 12% dân số nhỏ hơn 6 tuổi.